# Jakub Kovář
Jakub Kovář (ur. 19 lipca 1988 w Písku) – czeski hokeista, reprezentant Czech, olimpijczyk.
Jego brat Jan (ur. 1990) także został hokeistą.

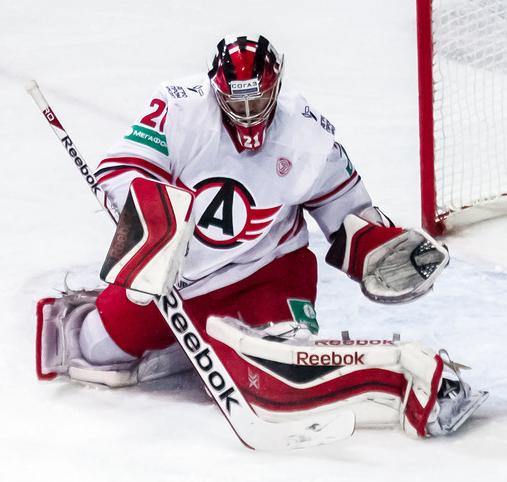
Jakub Kovář w barwach Awtomobilista (2014)

## Kariera klubowa
- IHC Písek U18 (2003-2005)
- IHC Písek U20 (2005)
- HC Czeskie Budziejowice U20 (2005-2007)
- Oshawa Generals (2007)
- Windsor Spitfires (2007-2008)
- HC Czeskie Budziejowice (2011-2013)
  -  SK Horácká Slavia Třebíč (2009)
  -  HC Tabor (2010)
- Awtomobilist Jekaterynburg (2013-2016)
- Siewierstal Czerepowiec (2016-2017)
- Awtomobilist Jekaterynburg (2017-2021)
- ZSC Lions (2021-)

Wychowanek klubu IHC Písek w rodzinnym mieście. W 2005 roku został zawodnikiem klubu HC Czeskie Budziejowice i przez dwa sezony grał w zespole juniorskim do lat 20. W międzyczasie w drafcie NHL z 2006 został wybrany przez Philadelphia Flyers. W sezonie 2007/2009 grał w dwóch kanadyjskich klubach w lidze OHL. W 2008 roku powrócił do Czech i od tego czasu gra w zespole seniorów Czeskich Budziejowic. W styczniu 2013 roku przedłużył kontrakt o dwa lata. Od maja 2013 zawodnik rosyjskiego klubu Awtomobilist Jekaterynburg z ligi KHL, związany dwuletnim kontraktem. Odszedł z klubu z końcem kwietnia 2016. Od maja 2016 do kwietnia 2017 zawodnik Siewierstali Czerepowiec. Od maja 2017 ponownie zawodnik Awtomobilista. Pod koniec marca 2019 przedłużył kontrakt z tym klubem o dwa lata. We wrześniu 2021 z powodu kontuzji rozwiązano z nim kontakt. W grudniu 2021 ogłoszono jego angaż w szwajcarskim klubie ZSC Lions.

## Kariera reprezentacyjna
W barwach juniorskich kadr Czech uczestniczył w turniejach mistrzostw świata juniorów do lat 18 edycji 2006 oraz mistrzostw świata juniorów do lat 20 edycji 2007, 2008. W sezonie 2010/2011 został reprezentantem seniorskiej kadry kraju. Uczestniczył w turniejach mistrzostw świata edycji 2011 (nie wystąpił w żadnym meczu), 2012 (zagrał sześć spotkań), 2014, 2015 oraz zimowych igrzysk olimpijskich 2014 (w meczu inauguracyjnym ze Szwecją stracił 4 gole i przy stanie 0:4 na początku drugiej tercji został zmieniony).

## Sukcesy
Reprezentacyjne
- Brązowy medal mistrzostw świata juniorów do lat 18: 2006
- Brązowy medal mistrzostw świata: 2011, 2012

Indywidualne
- Mistrzostwa Świata w Hokeju na Lodzie 2012/Elita:
  - Trzecie miejsce w klasyfikacji skuteczności interwencji: 92,77%[11]
  - Trzecie miejsce w klasyfikacji średniej goli straconych na mecz: 2,05
  - Jeden z trzech najlepszych zawodników reprezentacji[12]
- Ekstraliga czeska w hokeju na lodzie (2012/2013):
  - Pierwsze miejsce w klasyfikacji skuteczności interwencji: 93,5%
  - Pierwsze miejsce w klasyfikacji średniej goli straconych na mecz: 2,00
- KHL (2013/2014):
  - Najlepszy bramkarz miesiąca – grudzień 2013, styczeń 2014
- KHL (2014/2015):
  - Mecz Gwiazd KHL
  - Pierwsze miejsce w klasyfikacji meczów bez straty gola w sezonie zasadniczym: 8
- KHL (2018/2019):
  - Najlepszy bramkarz miesiąca – wrzesień 2018[13]
  - Piąte miejsce w klasyfikacji skuteczności interwencji w sezonie zasadniczym: 93,9%
  - Piąte miejsce w klasyfikacji średniej goli straconych na mecz w sezonie zasadniczym: 1,78
  - Rekord ligi w zakresie liczby meczów wygranych z drużyną przez bramkarza w sezonie zasadniczym: 38 (z 50 rozegranych oraz na 62 możliwych do rozegrania)
  - Trzecie miejsce w klasyfikacji meczów bez straty gola w fazie play-off: 2
- KHL (2019/2020):
  - Najlepszy bramkarz miesiąca – grudzień 2019[14]
- KHL (2020/2021):
  - Pierwsze miejsce w klasyfikacji meczów bez straty gola w sezonie zasadniczym: 8